# Łyżwiarstwo szybkie na Zimowych Igrzyskach Olimpijskich 2014
Zawody w łyżwiarstwie szybkim na Zimowych Igrzyskach Olimpijskich 2014 odbywają się w dniach 8 – 22 lutego 2014 roku. Łyżwiarze szybcy po raz dwudziesty drugi rywalizują o medale igrzysk olimpijskich.
Zawodnicy i zawodniczki walczyć będą w sześciu konkurencjach: mężczyźni w biegu na 500 m, 1000 m, 1500 m, 5000 m, 10 000 m i drużynowo, natomiast kobiety w biegu na 500 m, 1000 m, 1500 m, 3000 m, 5000 m oraz drużynowo. Łącznie rozdanych zostanie dwanaście kompletów medali. Zawody odbywać się będą w parku olimpijskim na torze w hali Adler-Ariena około 4,5 km na południe od centrum Soczi.

## Terminarz
| Data      | Konkurencja             | Godzina                 |
| --------- | ----------------------- | ----------------------- |
| 8 lutego  | 5000 metrów mężczyzn    | 15:30 UTC+4 / 12:30 CET |
| 9 lutego  | 3000 metrów kobiet      | 15:30 UTC+4 / 12:30 CET |
| 10 lutego | 500 metrów mężczyzn     | 17:00 UTC+4 / 14:00 CET |
| 11 lutego | 500 metrów kobiet       | 16:45 UTC+4 / 13:45 CET |
| 12 lutego | 1000 metrów mężczyzn    | 18:00 UTC+4 / 15:00 CET |
| 13 lutego | 1000 metrów kobiet      | 18:00 UTC+4 / 15:00 CET |
| 15 lutego | 1500 metrów mężczyzn    | 17:30 UTC+4 / 14:30 CET |
| 16 lutego | 1500 metrów kobiet      | 18:00 UTC+4 / 15:00 CET |
| 18 lutego | 10000 metrów mężczyzn   | 17:00 UTC+4 / 14:00 CET |
| 19 lutego | 5000 metrów kobiet      | 17:30 UTC+4 / 14:30 CET |
| 21 lutego | Bieg drużynowy kobiet   | 17:30 UTC+4 / 14:30 CET |
| 21 lutego | Bieg drużynowy mężczyzn | 17:30 UTC+4 / 14:30 CET |
| 22 lutego | Bieg drużynowy kobiet   | 17:30 UTC+4 / 14:30 CET |
| 22 lutego | Bieg drużynowy mężczyzn | 17:30 UTC+4 / 14:30 CET |

## Zestawienie medalistów
| Konkurencja    | Złoto             | Wynik    | Srebro            | Wynik    | Brąz              | Wynik    |
| Mężczyźni      |                   |          |                   |          |                   |          |
| 500 m          | Michel Mulder     | 69,31    | Jan Smeekens      | 69,32    | Ronald Mulder     | 69,46    |
| 1000 m         | Stefan Groothuis  | 1:08.39  | Denny Morrison    | 1:08.43  | Michel Mulder     | 1:08.74  |
| 1500 m         | Zbigniew Bródka   | 1:45.006 | Koen Verweij      | 1:45.009 | Denny Morrison    | 1:45.22  |
| 5000 m         | Sven Kramer       | 6:10,76  | Jan Blokhuijsen   | 6:15,71  | Jorrit Bergsma    | 6:16,66  |
| 10 000 m       | Jorrit Bergsma    | 12:44,45 | Sven Kramer       | 12:49,02 | Bob de Jong       | 13:07,19 |
| Bieg drużynowy | Holandia          | 3:37,71  | Korea Południowa  | 3:40,85  | Polska            | 3:41,94  |
| Kobiety        |                   |          |                   |          |                   |          |
| 500 m          | Lee Sang-hwa      | 74,70    | Olga Fatkulina    | 75,06    | Margot Boer       | 75,48    |
| 1000 m         | Zhang Hong        | 1:14,02  | Ireen Wüst        | 1:14,69  | Margot Boer       | 1:14,90  |
| 1500 m         | Jorien ter Mors   | 1:53,51  | Ireen Wüst        | 1:54,09  | Lotte van Beek    | 1:54,54  |
| 3000 m         | Ireen Wüst        | 4:00,34  | Martina Sáblíková | 4:01,95  | Olga Graf         | 4:03,47  |
| 5000 m         | Martina Sáblíková | 6:51,54  | Ireen Wüst        | 6:54,28  | Carien Kleibeuker | 6:55,66  |
| Bieg drużynowy | Holandia          | 2:58,05  | Polska            | 3:05,55  | Rosja             | 2:59,73  |

## Wyniki

### Mężczyźni

#### 500 metrów
| Miejsce | Zawodnik             | Reprezentacja    | Czas  | Strata |
| ------- | -------------------- | ---------------- | ----- | ------ |
| złoto   | Michel Mulder        | Holandia         | 69,31 | –      |
| srebro  | Jan Smeekens         | Holandia         | 69,32 | +0,01  |
| brąz    | Ronald Mulder        | Holandia         | 69,46 | +0,15  |
| 4.      | Mo Tae-bum           | Korea Południowa | 69,69 | +0,38  |
| 5.      | Jōji Katō            | Japonia          | 69,74 | +0,43  |
| 6.      | Kei'ichirō Nagashima | Japonia          | 70,04 | +0,73  |
| 7.      | Roman Kriecz         | Kazachstan       | 70,04 | +0,73  |
| 8.      | Nico Ihle            | Niemcy           | 70,10 | +0,79  |
| 9.      | Artur Waś            | Polska           | 70,21 | +0,90  |
| 10.     | Gilmore Junio        | Kanada           | 70,25 | +0,94  |

#### 1000 metrów
| Miejsce | Zawodnik         | Reprezentacja     | Czas    | Strata |
| ------- | ---------------- | ----------------- | ------- | ------ |
| złoto   | Stefan Groothuis | Holandia          | 1:08,39 | –      |
| srebro  | Denny Morrison   | Kanada            | 1:08,43 | +0,04  |
| brąz    | Michel Mulder    | Holandia          | 1:08,74 | +0,35  |
| 4.      | Nico Ihle        | Niemcy            | 1:08,86 | +0,47  |
| 5.      | Samuel Schwarz   | Niemcy            | 1:08,89 | +0,50  |
| 6.      | Koen Verweij     | Holandia          | 1:09,09 | +0,70  |
| 7.      | Dienis Kuzin     | Kazachstan        | 1:09,10 | +0,71  |
| 8.      | Shani Davis      | Stany Zjednoczone | 1:09,12 | +0,73  |
| 9.      | Brian Hansen     | Stany Zjednoczone | 1:09,21 | +0,82  |
| 10.     | Mark Tuitert     | Holandia          | 1:09,29 | +0,90  |

#### 1500 metrów
| Miejsce | Zawodnik              | Reprezentacja     | Czas     | Strata |
| ------- | --------------------- | ----------------- | -------- | ------ |
| złoto   | Zbigniew Bródka       | Polska            | 1:45,006 | –      |
| srebro  | Koen Verweij          | Holandia          | 1:45,009 | +0,003 |
| brąz    | Denny Morrison        | Kanada            | 1:45,22  | +0,22  |
| 4.      | Dienis Juskow         | Rosja             | 1:45,37  | +0,37  |
| 5.      | Mark Tuitert          | Holandia          | 1:45,42  | +0,42  |
| 6.      | Håvard Bøkko          | Norwegia          | 1:45,48  | +0,48  |
| 7.      | Brian Hansen          | Stany Zjednoczone | 1:45,59  | +0,59  |
| 8.      | Sverre Lunde Pedersen | Norwegia          | 1:45,66  | +0,66  |
| 9.      | Dienis Kuzin          | Kazachstan        | 1:45,69  | +0,69  |
| 10.     | Bart Swings           | Belgia            | 1:45,95  | +0,95  |

#### 5000 metrów
| Miejsce | Zawodnik              | Reprezentacja | Czas    | Strata |
| ------- | --------------------- | ------------- | ------- | ------ |
| złoto   | Sven Kramer           | Holandia      | 6:10,76 | –      |
| srebro  | Jan Blokhuijsen       | Holandia      | 6:15,71 | +4,95  |
| brąz    | Jorrit Bergsma        | Holandia      | 6:16,66 | +5,90  |
| 4.      | Bart Swings           | Belgia        | 6:17,79 | +7,03  |
| 5.      | Sverre Lunde Pedersen | Norwegia      | 6:18,84 | +8,08  |
| 6.      | Dienis Juskow         | Rosja         | 6:19,51 | +8,75  |
| 7.      | Iwan Skobriew         | Rosja         | 6:19,83 | +9,07  |
| 8.      | Patrick Beckert       | Niemcy        | 6:21,18 | +10,42 |
| 9.      | Håvard Bøkko          | Norwegia      | 6:22,84 | +12,08 |
| 10.     | Moritz Geisreiter     | Niemcy        | 6:24,79 | +14,03 |

#### 10 000 metrów
| Miejsce | Zawodnik            | Reprezentacja     | Czas     | Strata |
| ------- | ------------------- | ----------------- | -------- | ------ |
| złoto   | Jorrit Bergsma      | Holandia          | 12:44,45 | –      |
| srebro  | Sven Kramer         | Holandia          | 12:49,02 | +4,57  |
| brąz    | Bob de Jong         | Holandia          | 13:07,19 | +22,74 |
| 4.      | Lee Seung-hoon      | Korea Południowa  | 13:11,68 | +27,23 |
| 5.      | Bart Swings         | Belgia            | 13:13,99 | +29,54 |
| 6.      | Patrick Beckert     | Niemcy            | 13:14,26 | +29,81 |
| 7.      | Shane Dobbin        | Nowa Zelandia     | 13:16,42 | +31,97 |
| 8.      | Moritz Geisreiter   | Niemcy            | 13:20,26 | +35,81 |
| 9.      | Jewgienij Sieriajew | Rosja             | 13:28,61 | +44,16 |
| 10.     | Emery Lehman        | Stany Zjednoczone | 13:28,67 | +44,22 |

#### Bieg drużynowy
| Miejsce | Zawodnicy                                          | Reprezentacja     |
| ------- | -------------------------------------------------- | ----------------- |
| złoto   | Jan Blokhuijsen Sven Kramer Koen Verweij           | Holandia          |
| srebro  | Joo Hyong-jun Kim Cheol-min Lee Seung-hoon         | Korea Południowa  |
| brąz    | Zbigniew Bródka Konrad Niedźwiedzki Jan Szymański  | Polska            |
| 4.      | Mathieu Giroux Lucas Makowsky Denny Morrison       | Kanada            |
| 5.      | Håvard Bøkko Håvard Lorentzen Simen Spieler Nilsen | Norwegia          |
| 6.      | Brian Hansen Jonathan Kuck Joey Mantia             | Stany Zjednoczone |
| 7.      | Alexis Contin Ewen Fernandez Benjamin Macé         | Francja           |
| DSQ     | Aleksandr Rumiancew Aleksiej Jesin Dienis Juskow   | Rosja             |

### Kobiety

#### 500 metrów
| Miejsce | Zawodniczka        | Reprezentacja            | Czas  | Strata |
| ------- | ------------------ | ------------------------ | ----- | ------ |
| złoto   | Lee Sang-hwa       | Korea Południowa         | 74,70 | –      |
| srebro  | Olga Fatkulina     | Rosja                    | 75,06 | +0,36  |
| brąz    | Margot Boer        | Holandia                 | 75,48 | +0,78  |
| 4.      | Zhang Hong         | Chińska Republika Ludowa | 75,58 | +0,88  |
| 5.      | Nao Kodaira        | Japonia                  | 75,61 | +0,91  |
| 6.      | Jenny Wolf         | Niemcy                   | 75,67 | +0,97  |
| 7.      | Wang Beixing       | Chińska Republika Ludowa | 75,68 | +0,98  |
| 8.      | Heather Richardson | Stany Zjednoczone        | 75,75 | +1,05  |
| 9.      | Maki Tsuji         | Japonia                  | 76,84 | +2,14  |
| 10.     | Karolína Erbanová  | Czechy                   | 76,86 | +2,16  |

#### 1000 metrów
| Miejsce | Zawodniczka        | Reprezentacja            | Czas    | Strata |
| ------- | ------------------ | ------------------------ | ------- | ------ |
| złoto   | Zhang Hong         | Chińska Republika Ludowa | 1:14,02 | –      |
| srebro  | Ireen Wüst         | Holandia                 | 1:14,69 | +0,67  |
| brąz    | Margot Boer        | Holandia                 | 1:14,90 | +0,88  |
| 4.      | Olga Fatkulina     | Rosja                    | 1:15,08 | +1,06  |
| 5.      | Lotte van Beek     | Holandia                 | 1:15,10 | +1,08  |
| 6.      | Marrit Leenstra    | Holandia                 | 1:15,15 | +1,13  |
| 7.      | Heather Richardson | Stany Zjednoczone        | 1:15,23 | +1,21  |
| 8.      | Brittany Bowe      | Stany Zjednoczone        | 1:15,47 | +1,45  |
| 9.      | Christine Nesbitt  | Kanada                   | 1:15,62 | +1,60  |
| 10.     | Karolína Erbanová  | Czechy                   | 1:15,74 | +1,72  |

#### 1500 metrów
| Miejsce | Zawodniczka              | Reprezentacja     | Czas    | Strata |
| ------- | ------------------------ | ----------------- | ------- | ------ |
| złoto   | Jorien ter Mors          | Holandia          | 1:53,51 | —      |
| srebro  | Ireen Wüst               | Holandia          | 1:54,09 | +0,58  |
| brąz    | Lotte van Beek           | Holandia          | 1:54,54 | +1,03  |
| 4.      | Marrit Leenstra          | Holandia          | 1:56,40 | +2,89  |
| 5.      | Julija Skokowa           | Rosja             | 1:56,45 | +2,94  |
| 6.      | Katarzyna Bachleda-Curuś | Polska            | 1:57,18 | +3,67  |
| 7.      | Heather Richardson       | Stany Zjednoczone | 1:57,60 | +4,09  |
| 8.      | Jekatierina Łobyszewa    | Rosja             | 1:57,70 | +4,19  |
| 9.      | Olga Fatkulina           | Rosja             | 1:57,88 | +4,37  |
| 10.     | Jekatierina Szychowa     | Rosja             | 1:58,09 | +4,58  |

#### 3000 metrów
| Miejsce | Zawodniczka            | Reprezentacja     | Czas    | Strata |
| ------- | ---------------------- | ----------------- | ------- | ------ |
| złoto   | Ireen Wüst             | Holandia          | 4:00,34 | –      |
| srebro  | Martina Sáblíková      | Czechy            | 4:01,95 | +1,61  |
| brąz    | Olga Graf              | Rosja             | 4:03,47 | +3,13  |
| 4.      | Claudia Pechstein      | Niemcy            | 4:05,26 | +4,92  |
| 5.      | Annouk van der Weijden | Holandia          | 4:05,75 | +5,41  |
| 6.      | Ida Njåtun             | Norwegia          | 4:06,73 | +6,39  |
| 7.      | Antoinette de Jong     | Holandia          | 4:06,77 | +6,43  |
| 8.      | Julija Skokowa         | Rosja             | 4:09,35 | +9,02  |
| 9.      | Shiho Ishizawa         | Japonia           | 4:09,39 | +9,05  |
| 10.     | Jilleanne Rookard      | Stany Zjednoczone | 4:10,02 | +9,68  |

#### 5000 metrów
| Miejsce | Zawodniczka       | Reprezentacja | Czas    | Strata |
| ------- | ----------------- | ------------- | ------- | ------ |
| złoto   | Martina Sáblíková | Czechy        | 6:51,54 | -      |
| srebro  | Ireen Wüst        | Holandia      | 6:54,28 | +2,74  |
| brąz    | Carien Kleibeuker | Holandia      | 6:55,66 | +4,12  |
| 4.      | Olga Graf         | Rosja         | 6:55,77 | +4,23  |
| 5.      | Claudia Pechstein | Niemcy        | 6:58,39 | +6,85  |
| 6.      | Yvonne Nauta      | Holandia      | 7:01,76 | +10,22 |
| 7.      | Mari Hemmer       | Norwegia      | 7:04,45 | +12,91 |
| 8.      | Stephanie Beckert | Niemcy        | 7:07,79 | +16,25 |
| 9.      | Anna Czernowa     | Rosja         | 7:08,71 | +17,17 |
| 10.     | Shōko Fujimura    | Japonia       | 7:09,65 | +18,11 |

#### Bieg drużynowy
| Miejsce | Zawodniczki                                                                   | Reprezentacja     |
| ------- | ----------------------------------------------------------------------------- | ----------------- |
| złoto   | Jorien ter Mors Marrit Leenstra Ireen Wüst Lotte van Beek                     | Holandia          |
| srebro  | Katarzyna Bachleda-Curuś Natalia Czerwonka Katarzyna Woźniak Luiza Złotkowska | Polska            |
| brąz    | Olga Graf Jekatierina Łobyszewa Julija Skokowa Jekatierina Szychowa           | Rosja             |
| 4.      | Misaki Oshigiri Maki Tabata Nana Takagi                                       | Japonia           |
| 5.      | Kali Christ Christine Nesbitt Brittany Schussler                              | Kanada            |
| 6.      | Brittany Bowe Heather Richardson Jilleanne Rookard                            | Stany Zjednoczone |
| 7.      | Hege Bøkko Camilla Farestveit Ida Njåtun                                      | Norwegia          |
| 8.      | Kim Bo-reum Noh Seon-yeong Yang Shin-young                                    | Korea Południowa  |

## Klasyfikacja medalowa
| Miejsce | Państwo          | złoto | srebro | brąz | Razem |
| ------- | ---------------- | ----- | ------ | ---- | ----- |
| 1.      | Holandia         | 8     | 8      | 7    | 23    |
| 2.      | Polska           | 1     | 1      | 1    | 3     |
| 3.      | Czechy           | 1     | 1      | 0    | 2     |
| 3.      | Korea Południowa | 1     | 1      | 0    | 2     |
| 5.      | Chiny            | 1     | 0      | 1    | 1     |
| 6.      | Kanada           | 0     | 1      | 1    | 2     |
| 7.      | Rosja            | 0     | 0      | 2    | 3     |